# Bibliothèque municipale du Havre
La bibliothèque municipale du Havre est une bibliothèque municipale classée constituée d’un réseau de 8 établissements, 8 relais lecture et 1 bibliobus répartis sur le territoire de la ville du Havre.
Inaugurée en 1800, c’est la première bibliothèque ouverte au public dans le département de Seine-Inférieure (actuelle Seine-Maritime).
Depuis 2015, la tête de ce réseau est assurée par la bibliothèque Armand Salacrou et la bibliothèque Oscar Niemeyer, toutes deux situées dans le centre-ville reconstruit inscrit au patrimoine mondial de l’UNESCO en 2005,.
Récompensée pour son action dans le cadre de la politique culturelle Lire au Havre, la Bibliothèque municipale du Havre est lauréate du Grand Prix Livres Hebdo 2012. L’inscription est gratuite et permet l’accès à l’ensemble des services du réseau.

## Histoire

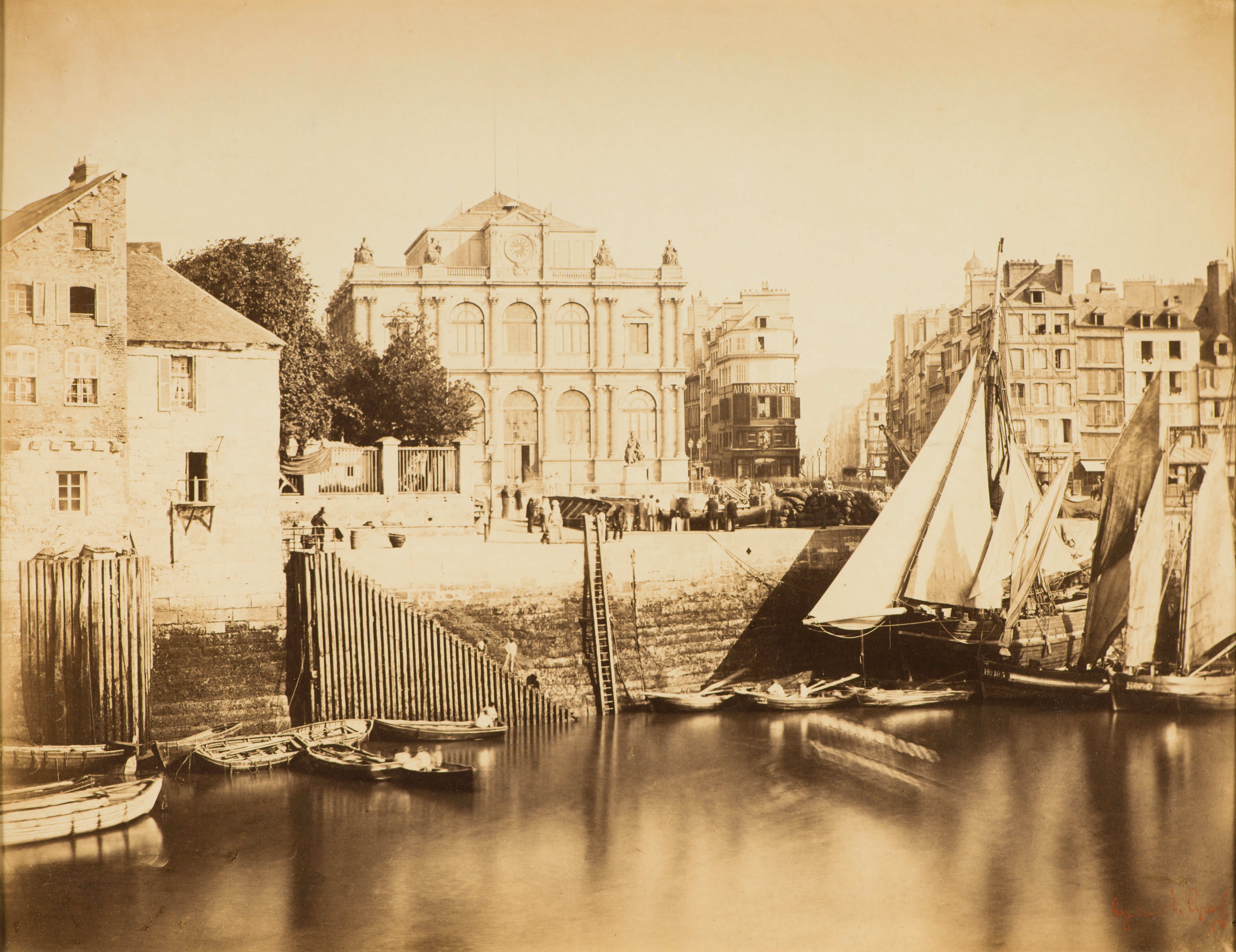
Le musée-bibliothèque du Havre, en 1856, par le photographe Gustave Le Gray

Les origines de la Bibliothèque municipale du Havre remontent aux confiscations révolutionnaires, celles-ci ayant alimenté une grande partie de son fonds patrimonial. En janvier 1794, la Convention nationale prescrit la création de bibliothèques publiques destinées à l’instruction du peuple. Choisie en raison du nombre important de sa population, la ville du Havre devient la première du département de Seine-Inférieure à accueillir une bibliothèque ouverte au public dans l’actuel Museum d’histoire naturelle, le 21 avril 1800.

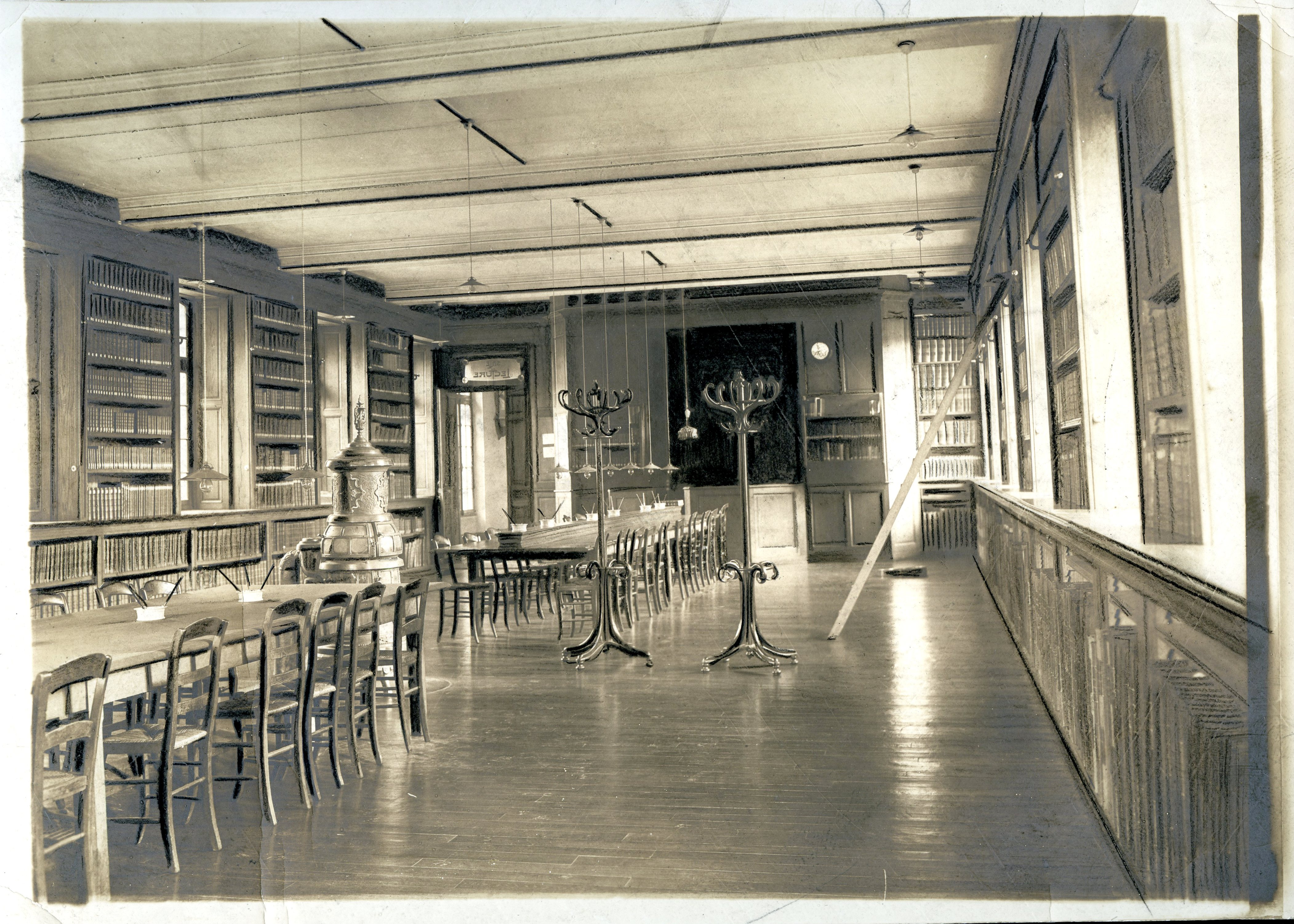
La bibliothèque municipale du Havre, dans le Lycée François Ier, rue Ancelot, en 1909

De 1847 à 1903, la bibliothèque municipale occupe une partie du Musée des Beaux-Arts. Elle déménage ensuite dans une aile du Lycée du Havre et, en raison de la richesse de ses fonds, obtient de l’État le statut de bibliothèque municipale classée en 1933. C’est cette bibliothèque qu’ont fréquenté comme élèves Georges Limbour, Jean Dubuffet, Raymond Queneau, et Jean Paul Sartre, comme professeur.
Durant la Seconde Guerre mondiale, les collections précieuses sont évacuées hors de la ville et le lycée qui abrite la bibliothèque n’est que partiellement touché par les bombardements, permettant aux documents d’être préservés.
En 1963, dans le cadre des travaux de reconstruction du Havre, un projet de nouvelle bibliothèque municipale voit le jour. Conçue par les architectes Jacques Lamy et Jacques Tournant en étroite collaboration avec la directrice de la bibliothèque Paule Tardif, elle se veut à la fois bibliothèque d’étude, de loisirs et musée bibliographique. Le bâtiment est inauguré le 21 octobre 1967 et nommé en 1989 « Bibliothèque Armand Salacrou » en hommage à l’auteur dramatique havrais.
Dès 1927, deux bibliothèques annexes sont ouvertes dans les quartiers de Graville et de l’Eure. En 1976 une bibliothèque est ouverte à Caucriauville ; en 1978, la bibliothèque Raymond Queneau ouvre ses portes dans le quartier du Mont-Gaillard, en ville haute.
Dans les années 2000, la Ville du Havre développe et modernise son réseau de lecture publique avec l’ouverture successive de nouveaux établissements, dont la médiathèque de Caucriauville en 2002, la médiathèque Léopold Sédar Senghor en 2006  et la médiathèque Martin Luther King en 2008.
À partir de 2012, la politique culturelle Lire au Havre portée par la municipalité permet au réseau de lecture publique de s’étendre et de se diversifier avec, entre autres, l’ouverture de 8 relais lecture installés dans des structures municipales de quartiers et la mise en place de points « livres nomades » disséminés sur tout le territoire. Un autre projet d’envergure aboutit durant cette période : l’ouverture de la nouvelle bibliothèque Oscar Niemeyer, au cœur de l’espace conçu par l’architecte brésilien du même nom.

## Sites

### Bibliothèque Oscar Niemeyer

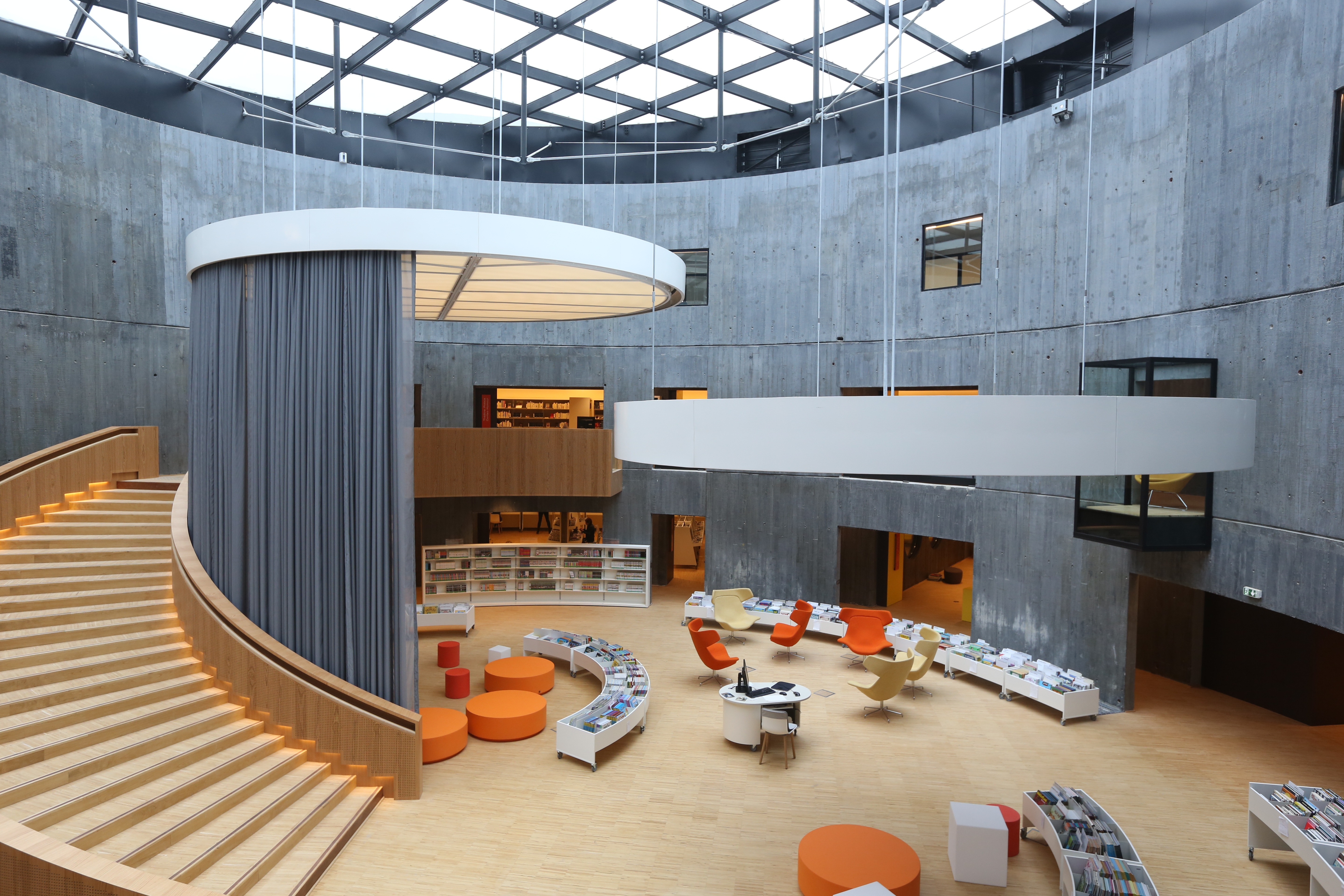
Atirum de Bibliothèque Oscar Niemeyer

La bibliothèque Oscar Niemeyer est implantée dans l’ensemble architectural « Espace Oscar Niemeyer », construit par l’architecte brésilien entre 1978 et 1982 pour accueillir la Maison de la Culture du Havre. À l’origine salle polyvalente, le petit volcan qui abrite aujourd’hui la bibliothèque, est réaménagé à partir de 2011 par les architectes Dominique Deshoulières et Françoise Sogno, avec l’accord d’Oscar Niemeyer. La bibliothèque est inaugurée le 2 novembre 2015 par Édouard Philippe, Maire du Havre,.
Conçue comme une bibliothèque tiers lieu, la bibliothèque Oscar Niemeyer dispose d’une surface de 5270 m2, dont 4000 m2 accessibles au public, comprenant le bâtiment du Petit Volcan et une partie de l’ancienne galerie qui le relie au grand Volcan. En 2018, elle accueille 116 000 documents, 600 places de consultation, et 125 postes informatiques, dont 50 tablettes numériques.
Bibliothèque centrale du réseau municipal havrais, la bibliothèque Oscar Niemeyer fonctionne en binôme avec la bibliothèque Armand Salacrou. Elle est ouverte 54 heures par semaine  hors période de vacances scolaires, soit du mardi au dimanche, de 10h à 19h.

### Bibliothèque Armand Salacrou

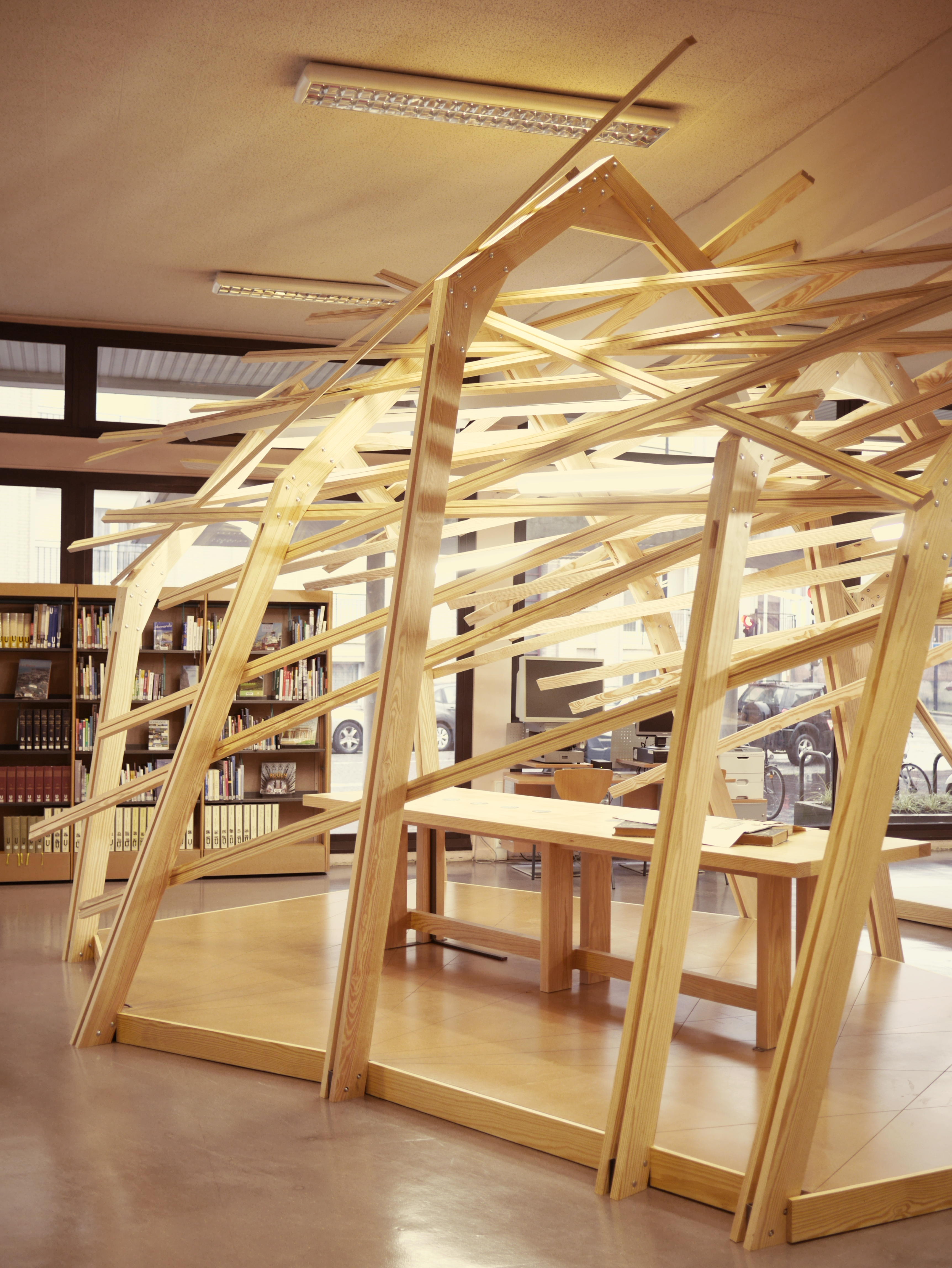
Intérieur de la Bibliothèque Armand Salacrou

La bibliothèque Armand Salacrou est formée de deux ailes perpendiculaires : les salles de lecture et les réserves. Le toit du bâtiment principal, à l'instar de l'église Saint-Michel du Havre, évoque un livre ouvert.
Ancienne bibliothèque centrale de la ville, la bibliothèque Armand Salacrou endosse un nouveau rôle à l’ouverture de la bibliothèque Oscar Niemeyer en 2015. Elle devient un espace de conservation et de consultation consacré aux collections patrimoniales et aux collections normandes, ouvert à tout public du mardi au samedi, de 14h à 18h, hors périodes de vacances scolaires, ainsi qu’un espace d’exposition.
L’ensemble des collections patrimoniales et normandes sont réparties sur quatre niveaux de magasins de conservation. La bibliothèque y conserve 11 manuscrits médiévaux, 36 incunables, 105 000 ouvrages dont plus de 25 000 sont antérieurs à 1811, 1413 manuscrits, 941 cartes et un fonds graphique de dessins, d’estampes et de plus de 45 600 documents. Le fonds de la bibliothèque du Havre se distingue entre autres par son fonds de manuscrits littéraires, consacré entre autres à Jacques-Henri Bernardin de Saint-Pierre, Armand Salacrou, Raymond Queneau et par son fonds photographique qui comprend des pièces majeures de pionniers de la photographie comme Cyrus Macaire ou Gustave Le Gray.
Le bâtiment abrite également une partie des activités des équipes de la bibliothèque Oscar Niemeyer, les bureaux des services transversaux du réseau municipal de lecture publique et le bibliobus.
Depuis septembre 2017, les locaux de la bibliothèque Armand Salacrou accueillent l’antenne normande du Labo des Histoires

### Bibliothèques et médiathèques de quartier
Outre les bibliothèques Oscar Niemeyer et Armand Salacrou, le réseau de lecture publique du Havre comprend également 3 bibliothèques et 3 médiathèques de quartiers réparties selon les zones géographiques de la ville.
La zone ouest de la ville haute est desservie par la bibliothèque Raymond Queneau, située dans le quartier du Mont-Gaillard,, et par la médiathèque Martin Luther King, implantée dans le quartier de Bléville. Celle-ci dispose d’un fonds consacré au handicap, ainsi qu’aux troubles Dys.
Les résidents du nord-est de la ville peuvent se rendre à la bibliothèque de Rouelles ou à la médiathèque de Caucriauville qui possède des collections spécifiques à l’emploi et la formation, ainsi qu’aux jeux vidéo.
Au sud-est, la bibliothèque de Graville et la médiathèque Léopold Sédar Senghor complètent le réseau de structures municipales. Cette dernière, située dans le quartier de l’Eure caractérisé par la présence de bassins et de docks, met à disposition du public un fonds consacré à la mer et au développement durable.

À ces structures implantées dans les quartiers s’ajoute un bibliobus qui stationne en différents endroits de la Ville. 

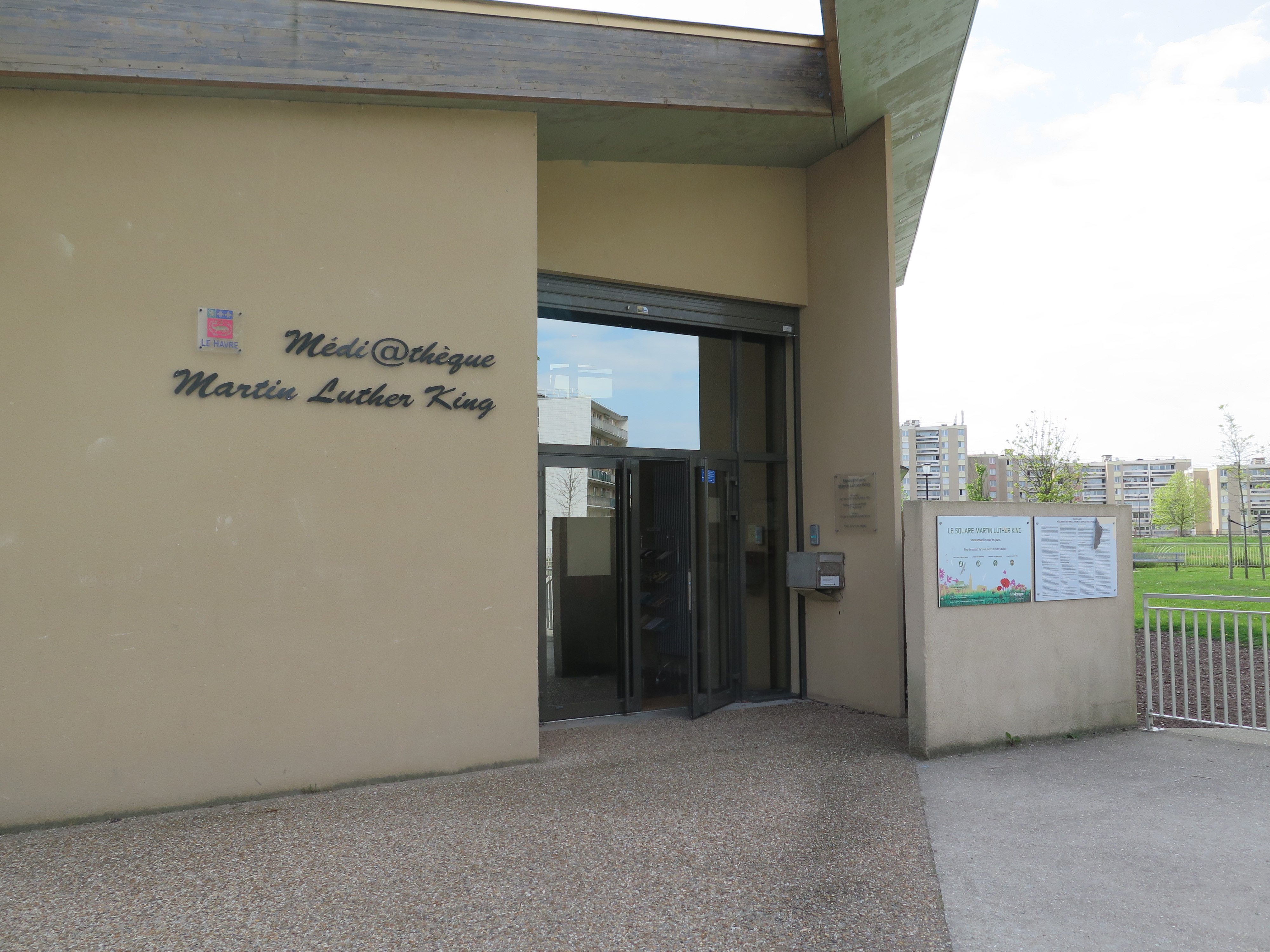
La Médiathèque Martin Luther King
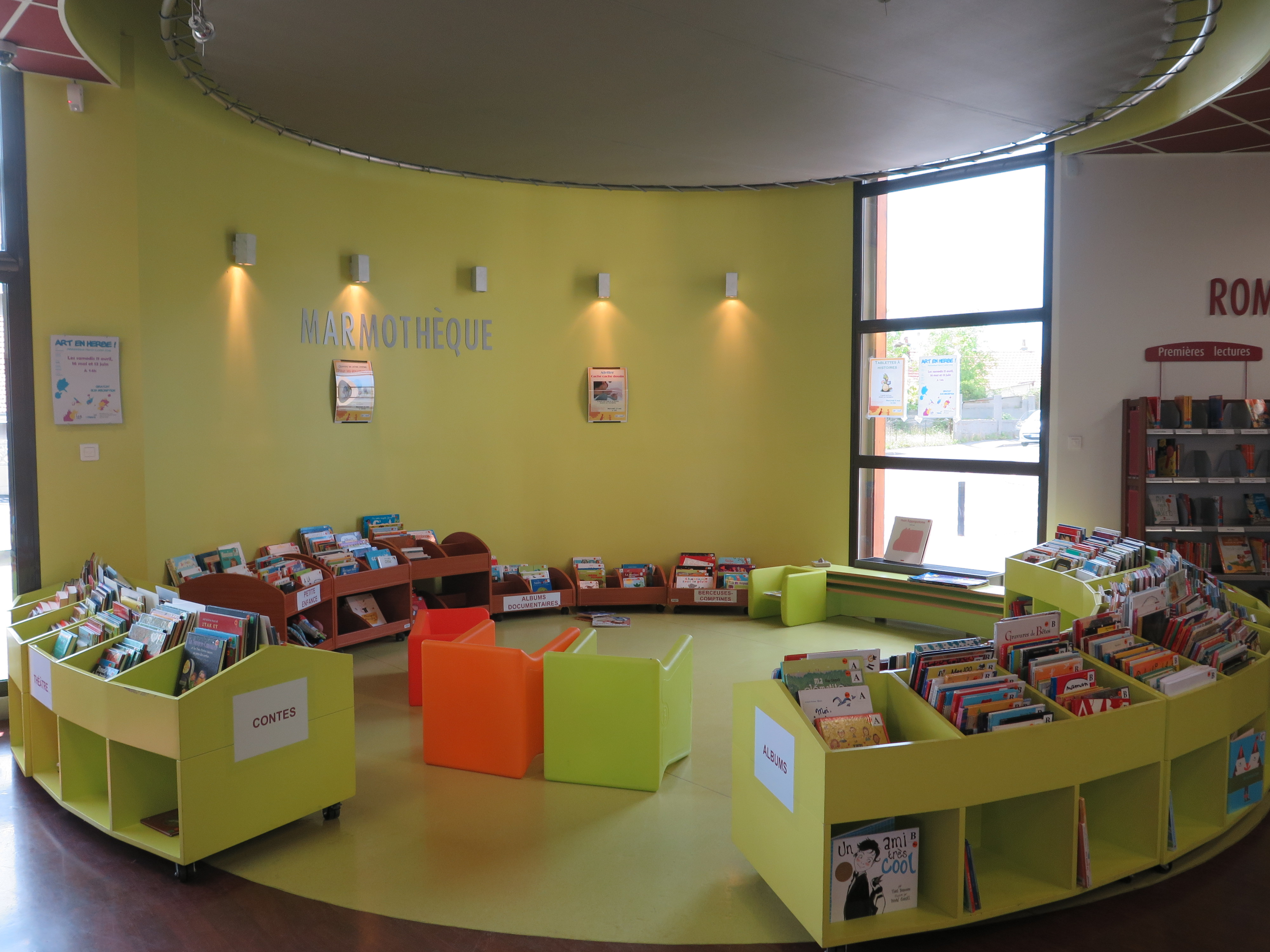
La Marmothèque, intérieur de la Médiathèque Martin Luther King
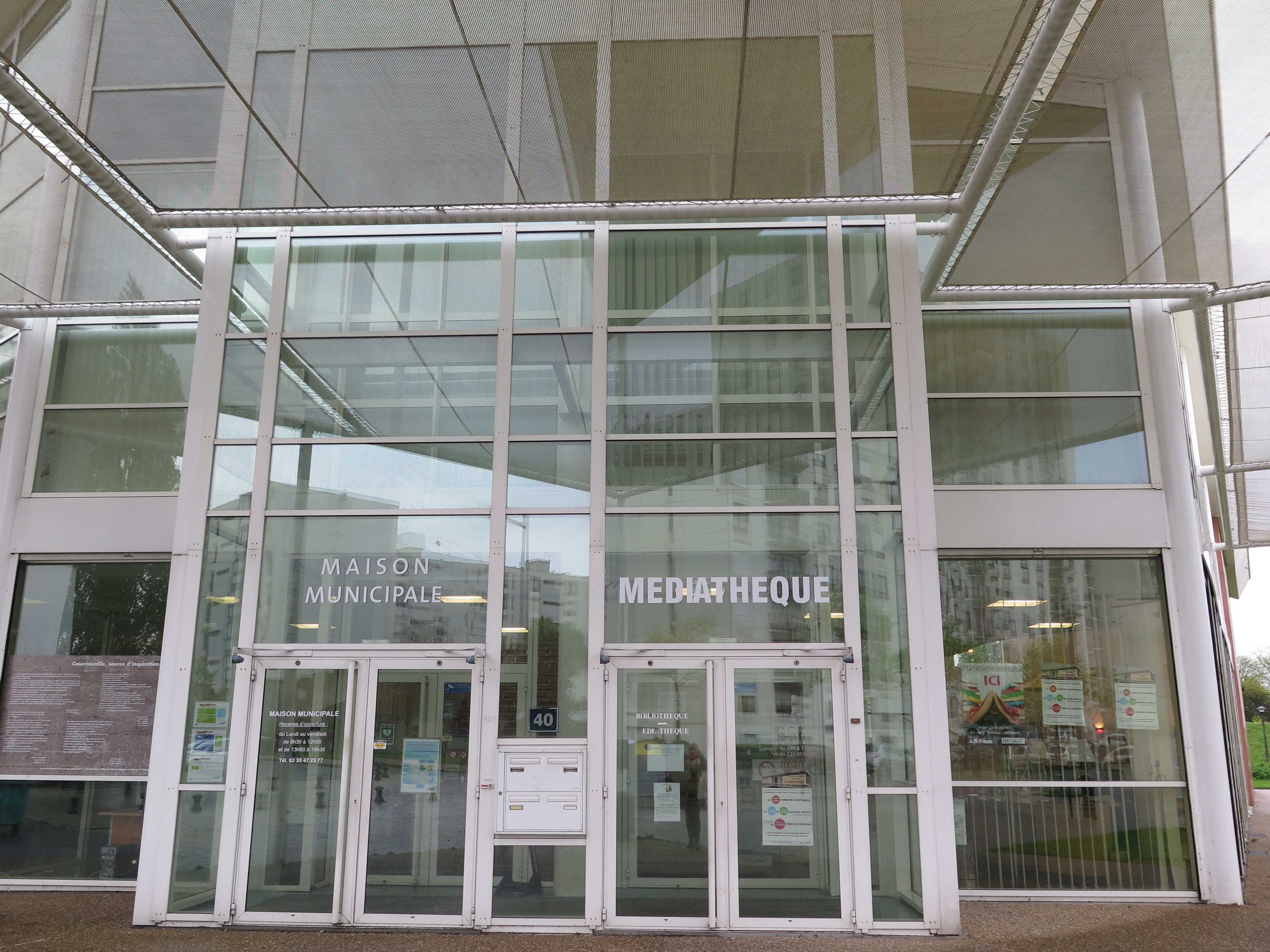
La Médiathèque de Caucriauville
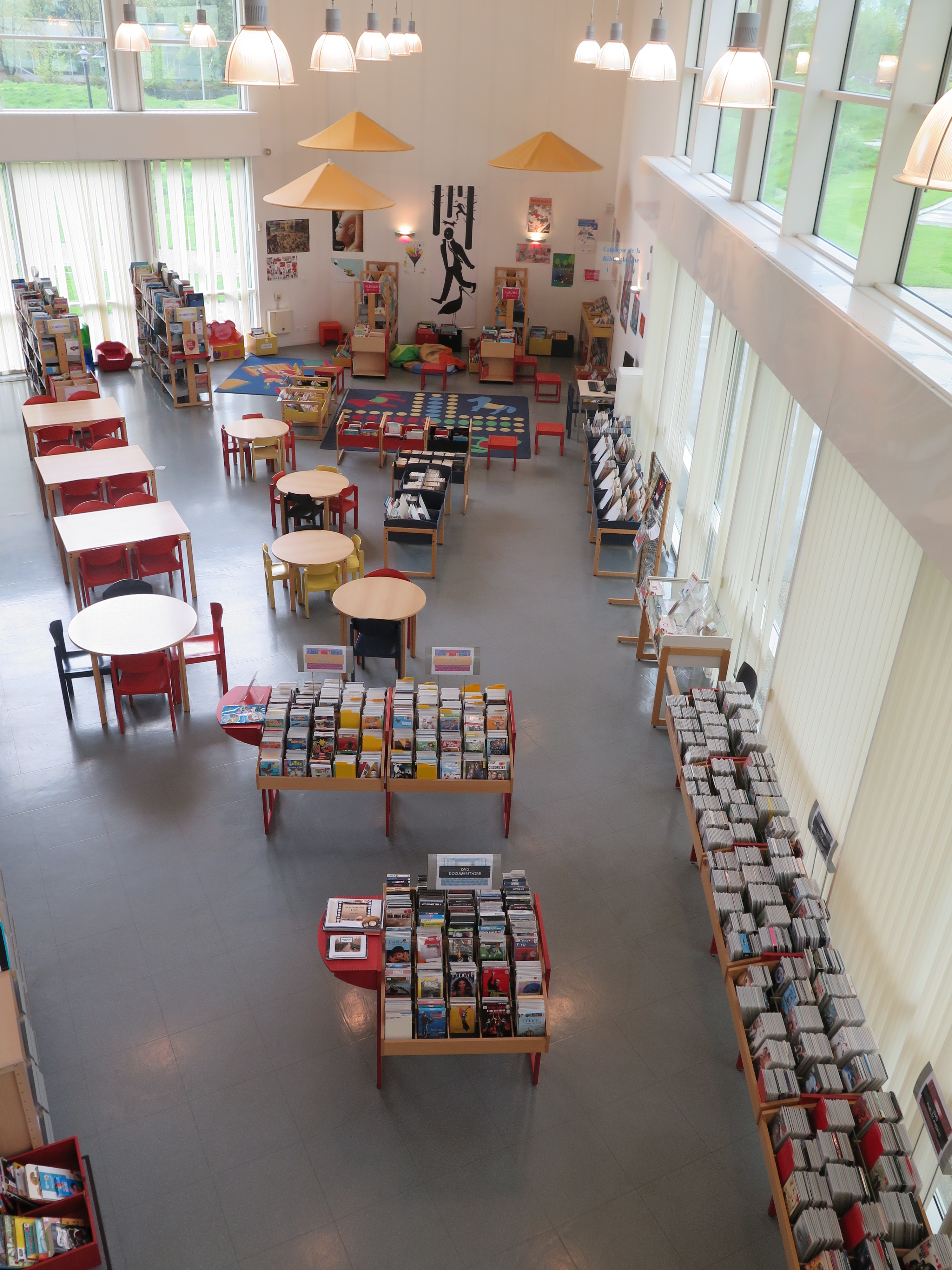
Intérieur de la Médiathèque de Caucriauville
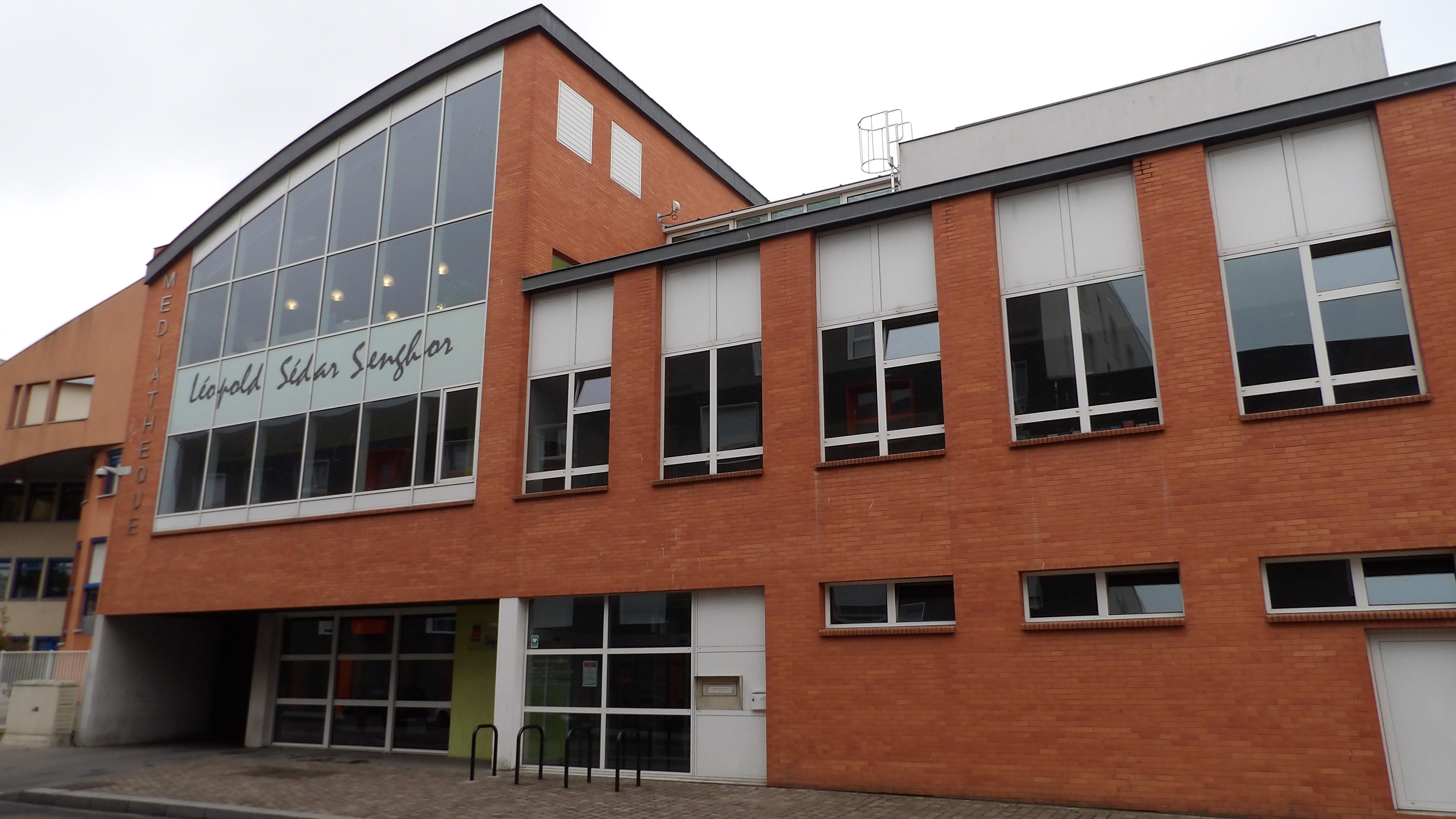
La Médiathèque Léopold Sédar Senghor
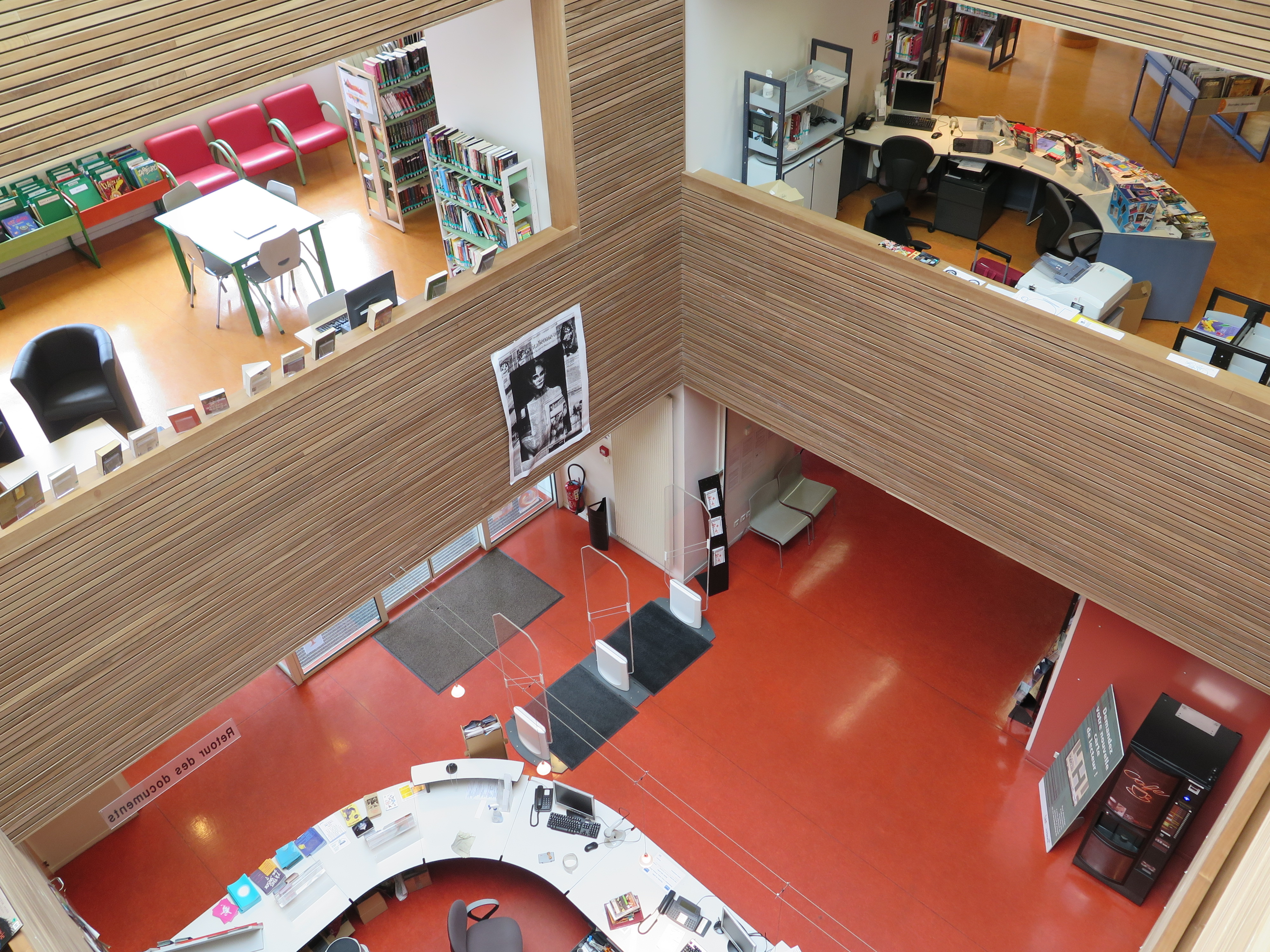
Intérieur de la Médiathèque Léopold Sédar Senghor

### Relais lecture et livres nomades
Pour élargir les opportunités de contact avec le public et permettre une meilleure accessibilité à la lecture, les bibliothèques municipales du Havre s’associent à divers partenaires pour proposer des services de proximité complémentaires.
Conçus comme de petites bibliothèques d’appoint, les relais lecture sont des unités de lecture implantées dans les structures sociales de la municipalité, les Fabriques. En 2018, ils sont au nombre de 8, répartis dans les différents quartiers de la ville : Pré Fleuri, Soquence, Aplemont, Quartiers Sud, Massillon, Sanvic, Bois au Coq et Pierre Hamet.
Sur le principe des boîtes à livres, le dispositif des « livres nomades » permet aux Havrais de feuilleter, prendre ou déposer des livres sur des étagères prévues à cet effet. Alimentées par les dons de particuliers et les ouvrages retirés des collections des bibliothèques, ces étagères sont disposées dans une centaine de points à travers la Ville (structures municipales, commerces, établissements de santé…),. 

## Fonds

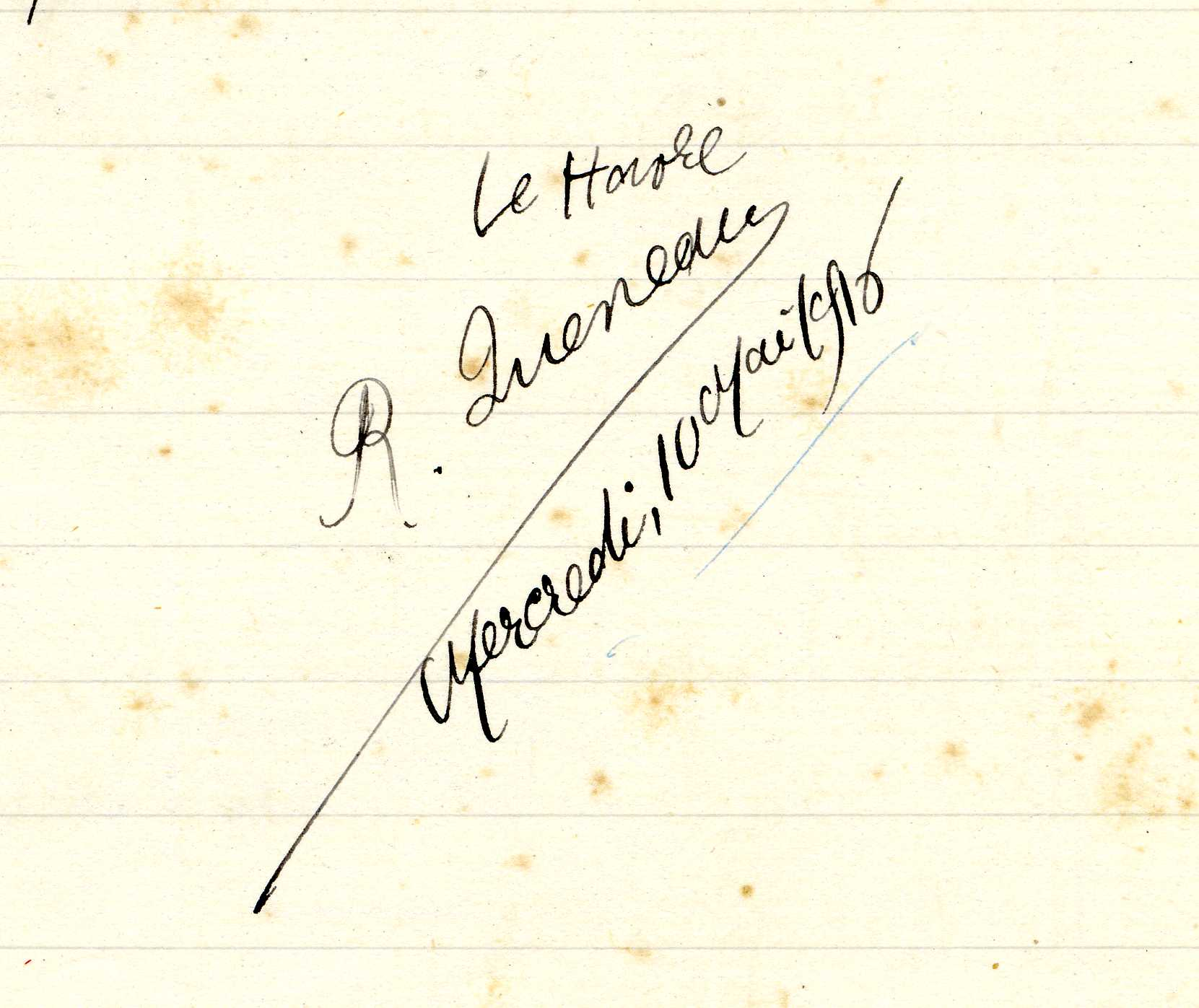
Signature de Raymond Queneau sur un cahier d'écolier, conservée à la Bibliothèque Armand Salacrou

### Collections contemporaines courantes
En 2017, la Bibliothèque municipale du Havre met à la disposition du public :
- 924 abonnements à des revues et journaux – 208 titres disponibles
- 245 671 livres
- 32 088 CD
- 27 788 DVD
- 1 891 partitions
- 476 jeux vidéo

### Collections patrimoniales
La Bibliothèque municipale du Havre possède un fonds d'environ 150 000 documents patrimoniaux conservés dans les locaux de la Bibliothèque Armand Salacrou, dont :
- 105 604 livres imprimés
- 1 413 manuscrits
- 45 677 documents graphiques (photographies anciennes, estampes…)
- 216 autres (objets…)

Ces collections patrimoniales se distinguent par un fonds notamment consacré à Jacques-Henri Bernardin de Saint-Pierre, Armand Salacrou, et Raymond Queneau, ainsi que par un fonds photographique comprenant des pièces de pionniers de la photographie comme Cyrus Macaire ou Gustave Le Gray. 